# L'Hospitalet de Llobregat
Pour les articles homonymes, voir L'Hospitalet (homonymie).
L'Hospitalet de Llobregat est une commune de Catalogne, située dans la comarque du Barcelonès et la province de Barcelone en Espagne. Elle est la deuxième ville la plus peuplée de la région catalane. Elle fait partie de l'aire métropolitaine de Barcelone.

## Géographie
Commune de l'aire métropolitaine de Barcelone, elle est limitrophe des communes de Barcelone, Esplugues de Llobregat, Cornellà de Llobregat et El Prat de Llobregat.
Elle est la seconde ville de Catalogne, après la capitale Barcelone, avec 264 657 habitants et présente également la plus forte densité de population d'Espagne avec 19 868 hab./km2.

## Histoire
Les premiers restes humains d'importance sur le site de L'Hospitalet datent du IVe siècle av. J.-C. et correspondent à la culture ibérique. Des preuves de présence humaine durant le Paléolithique et le Néolithique ont été trouvées dans la vallée du Llobregat.
De nombreux vestiges romains se trouvent à L'Hospitalet, à partir du IIe siècle av. J.-C., comme la Tête de Méduse, une pièce funéraire dont l'original se trouve au musée archéologique de Barcelone.
La ville ne fait son apparition dans des manuscrits qu'à partir du Xe siècle sous son ancien nom de Provençana. À l'époque, ses limites lui donnent une superficie deux fois plus grande : au nord, jusqu'à la Serra de Collserola et la commune d'Esplugues de Llobregat ; à l'est jusqu'à Sarrià, Sants et le port ; à l'ouest, jusqu'au Riu (Rivière) Llobregat.
Le nom d'« Hospitalet » (diminutif du mot catalan hospital), signifiant « petite auberge », proviendrait de l'auberge située à côté de l'Église Sainte-Eulalie de Provençana durant le Moyen Âge : celle-ci servait à héberger les voyageurs qui arrivaient nuitamment, lorsque les portes des fortifications de Barcelone, à 7 kilomètres de là, étaient fermées.
L'Hospitalet d'aujourd'hui tire ses origines du XIIe siècle dans les alentours de l'église Sainte-Eulalie, du quartier du même nom et de l'Hospital de la Torre Blanca dans le quartier du Centre. Ville de tradition agricole jusqu'à la fin du XVIIIe siècle, elle vit s'installer à cette époque les premières manufactures textiles. Au début du XXe siècle, la ville connait un développement industriel rapide et une poussée démographique spectaculaire. Le 15 décembre 1925, L'Hospitalet reçoit le titre de ville du roi Alphonse XIII.
Pendant les années 1960 et 1970, sous la dictature du général Franco, L'Hospitalet connaît une forte augmentation de population liée à une immigration (voulue) des autres régions espagnoles. Cet accueil de migrants n'a toutefois pas été suivi d'une politique adéquate, ce qui a causé des mobilisations à l'époque. Ce n'est qu'avec le retour de la démocratie que la ville change et se dote d'écoles, de complexes sportifs, de marchés, de centres culturels et de parcs. Ces objectifs réalisés, la ville commence une seconde transformation dans les années 1990 pour devenir une commune de poids à l'intérieur de l'aire métropolitaine de Barcelone.

## Démographie

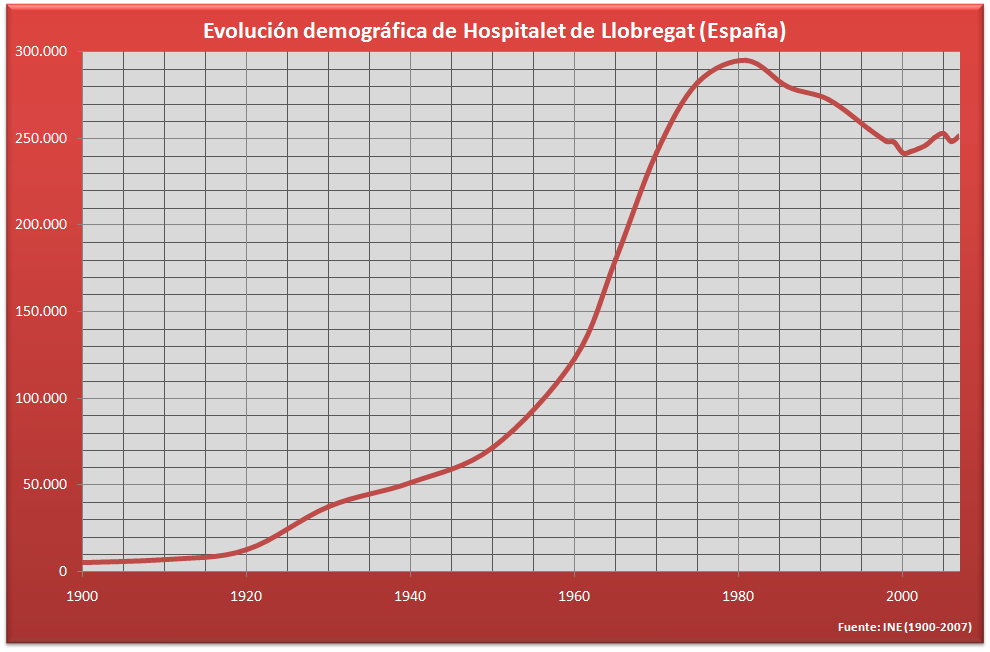
Évolution démographique de l'Hospitalet de Llobregat (1900–2005).

L'Hospitalet est la seconde commune de Catalogne et la seizième d'Espagne avec 248 150 habitants. C'est la plus densément peuplée du pays, avec une densité de population de 19 868 hab./km2. 51,2 % des habitants sont nés dans la région autonome ; 35,8 % proviennent d'autres entités espagnoles et 22,7 % sont des immigrés.
| Origine    | Espagne | Amériques | Afrique | Asie  | Europe hors UE | Union européenne | Océanie |
| ---------- | ------- | --------- | ------- | ----- | -------------- | ---------------- | ------- |
| Nombre     | 207 930 | 35 628    | 7 935   | 5 375 | 2 428          | 2 004            | 10      |
| Proportion | 79,6 %  | 13,6 %    | 3,0 %   | 2,1 % | 0,9 %          | 0,8 %            | 0,0 %   |

## Politique et administration
La ville de L'Hospitalet de Llobregat comptait 261 068 habitants aux élections municipales du 26 mai 2019. Son conseil municipal (en espagnol : Pleno del Ayuntamiento) se compose donc de 27 élus.
Depuis les premières élections municipales démocratiques de 1979, la ville a toujours été dirigée par un maire issu du Parti des socialistes de Catalogne (PSC).

### Maires
| Mandat    | Maire | Maire                                         | Parti | Majorité |
| --------- | ----- | --------------------------------------------- | ----- | -------- |
| 1979-1983 |       | Juan Ignacio Pujana                           | PSC   | 12 / 27  |
| 1983-1987 |       | Juan Ignacio Pujana                           | PSC   | 20 / 27  |
| 1987-1991 |       | Juan Ignacio Pujana                           | PSC   | 17 / 27  |
| 1991-1995 |       | Juan Ignacio Pujana Celestino Corbacho (1994) | PSC   | 17 / 27  |
| 1995-1999 |       | Celestino Corbacho                            | PSC   | 14 / 27  |
| 1999-2003 |       | Celestino Corbacho                            | PSC   | 18 / 27  |
| 2003-2007 |       | Celestino Corbacho                            | PSC   | 16 / 27  |
| 2007-2011 |       | Celestino Corbacho Núria Marín (2008)         | PSC   | 17 / 27  |
| 2011-2015 |       | Núria Marín                                   | PSC   | 13 / 27  |
| 2015-2019 |       | Núria Marín                                   | PSC   | 11 / 27  |
| 2019-2023 |       | Núria Marín                                   | PSC   | 14 / 27  |
| 2023-2027 |       | Núria Marín David Quirós (2024)               | PSC   | 13 / 27  |

### Subdivisions
L'Hospitalet est divisé en 7 districts (districtes), divisés eux-mêmes en quartiers (barris).
- District I

Le premier district comprend les quartiers El Centre, Sant Josep et Sanfeliu.

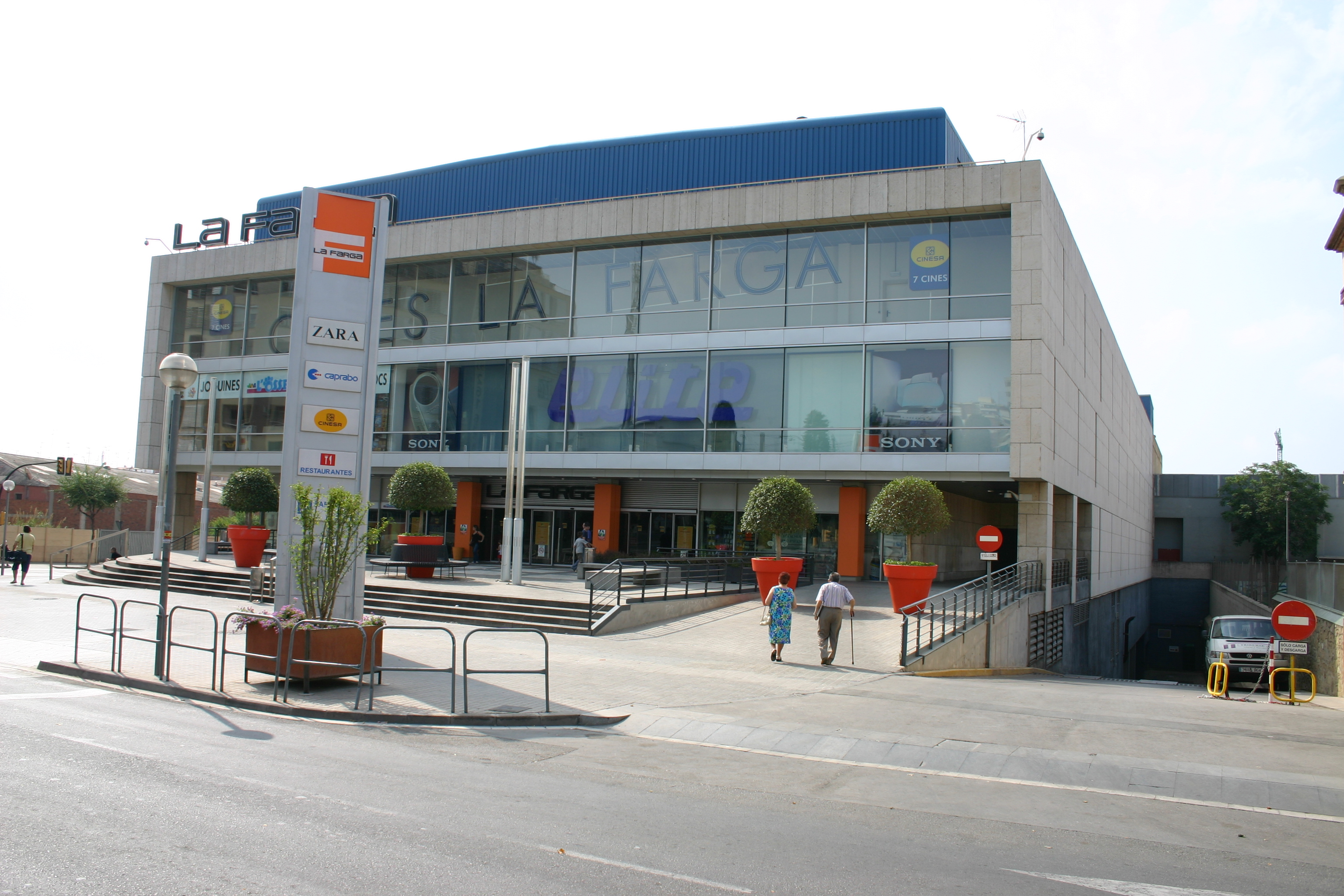
La Farga.

El Centre (0,85 km2, 25 762 hab.) est le centre historique de la ville et le siège du conseil municipal. Il abrite de nombreuses activités culturelles : le Centre d'activités La Farga, le musée d'histoire, la bibliothèque Can Sumarro, le centre culturel Barradas. Sa principale avenue est la rambla de Just Oliveras qui sert de zone de promenade et de loisirs ; elle débouche au sud sur la place Lluís Companys, inaugurée en 1998. Le quartier comprend aussi le parc Can Buxeres, avec un petit palais du XVIIIe siècle et la place de l'Hôtel de ville, où l'on célèbre la Festa Major (fête de la ville) aux alentours de la fête de la Saint-Jean.
Sant Josep (0,63 km2, 20 207 hab.), est situé à l'est du Centre. Il garde les traces du passé industriel de L'Hospitalet : moulins, distilleries, industries céramique, métallurgique et chimique. Avec l'accroissement de la population et la désindustrialisation, cet ancien faubourg industriel est devenu un quartier résidentiel. Le quartier connaît un renouveau avec des projets d'urbanisme ; en particulier le Centre culturel Tecla Sala est destiné à accueillir la bibliothèque centrale de L'Hospitalet.
Sanfeliu (0,54 km2, 6 554 hab.), jouxtant El Centre au Nord, est connu pour ses activités festives, sur le Passeig dels Cirerers et la Plaça de les Comunitats, en particulier durant la Festa Major et le Carnaval.
- District II

Le deuxième district est composé de deux quartiers : Collblanc et La Torrassa.
Collblanc (0,50 km2, 24 141 hab.) possède un caractère commerçant ; sa place du marché est le centre de la vie du quartier. L'activité est centrée sur la Place du Marché.
La Torrassa (0,47 km2, 25 968 hab.), situé entre Sant Josep au Nord et Collblanc au Sud, est connu pour ses manifestations festives au début de l'été aux alentours de la place du marché. La Festa Major se déroule aux alentours du parc de Torrassa et de la Plaça Espanyola.
- District III

Le troisième district comprend les quartiers de Santa Eulàlia et Gran Via Sud.
Santa Eulàlia (Sainte Eulalie, 1,19 km2, 40 776 hab.), situé à l'Est d'El Centre et de Sant Josep et au Sud de La Torrassa, connaît une transformation urbanistique depuis les années 1990 avec la restructuration des anciennes zones industrielles.

## Galerie de photographies

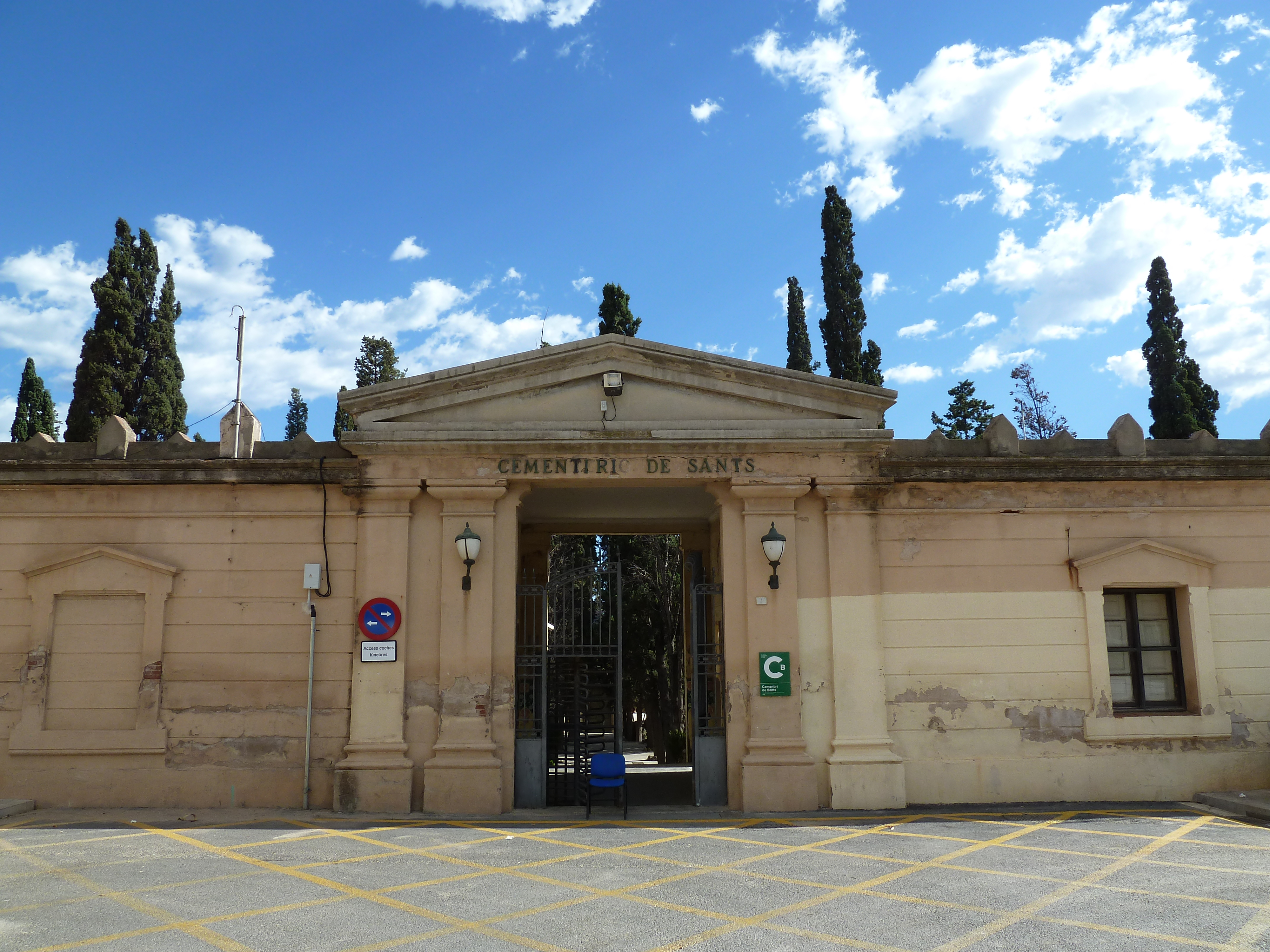
La porte principale du cimetière historique de Sants.
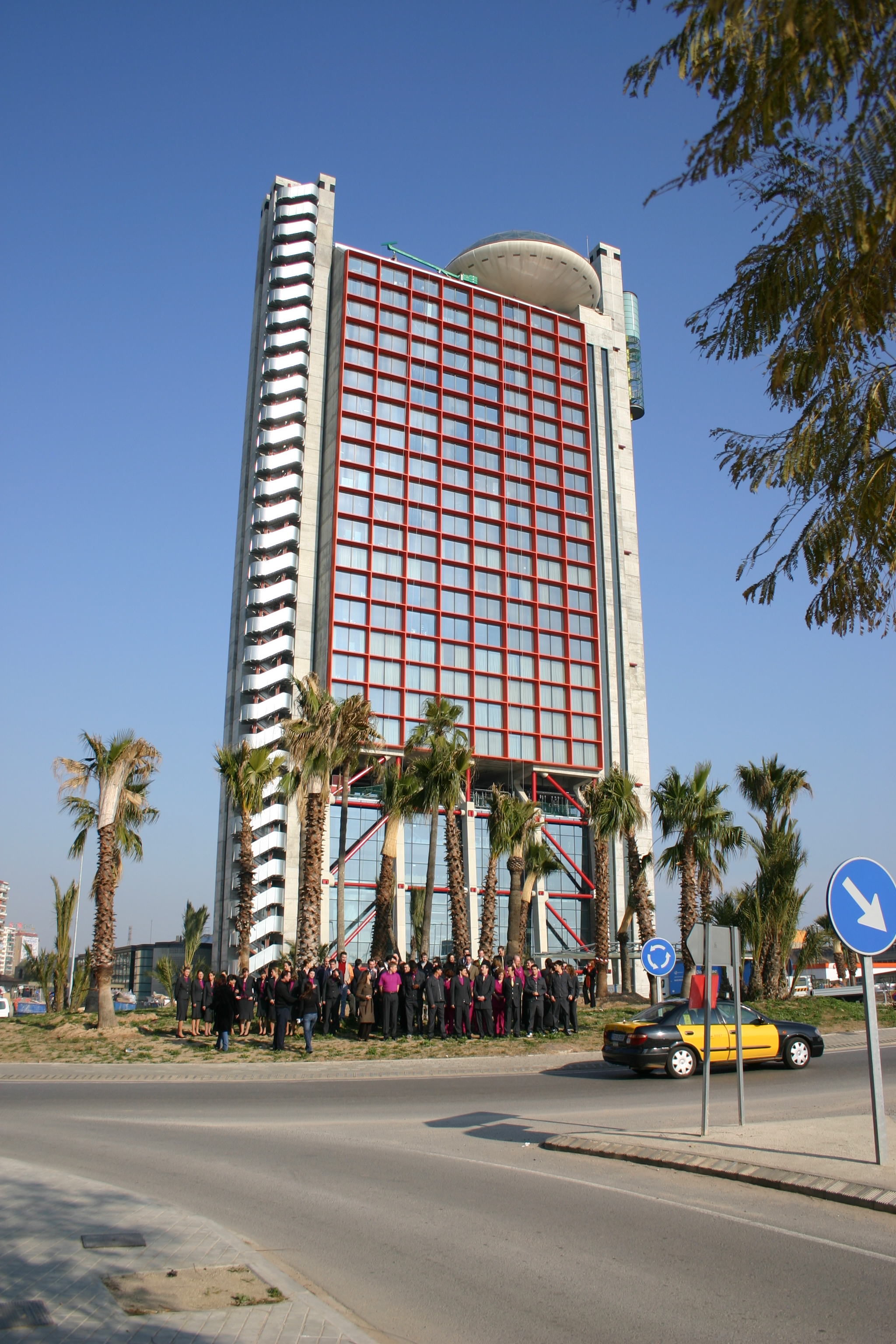
Hôtel Hesperia Tower, œuvre de Richard Rogers.
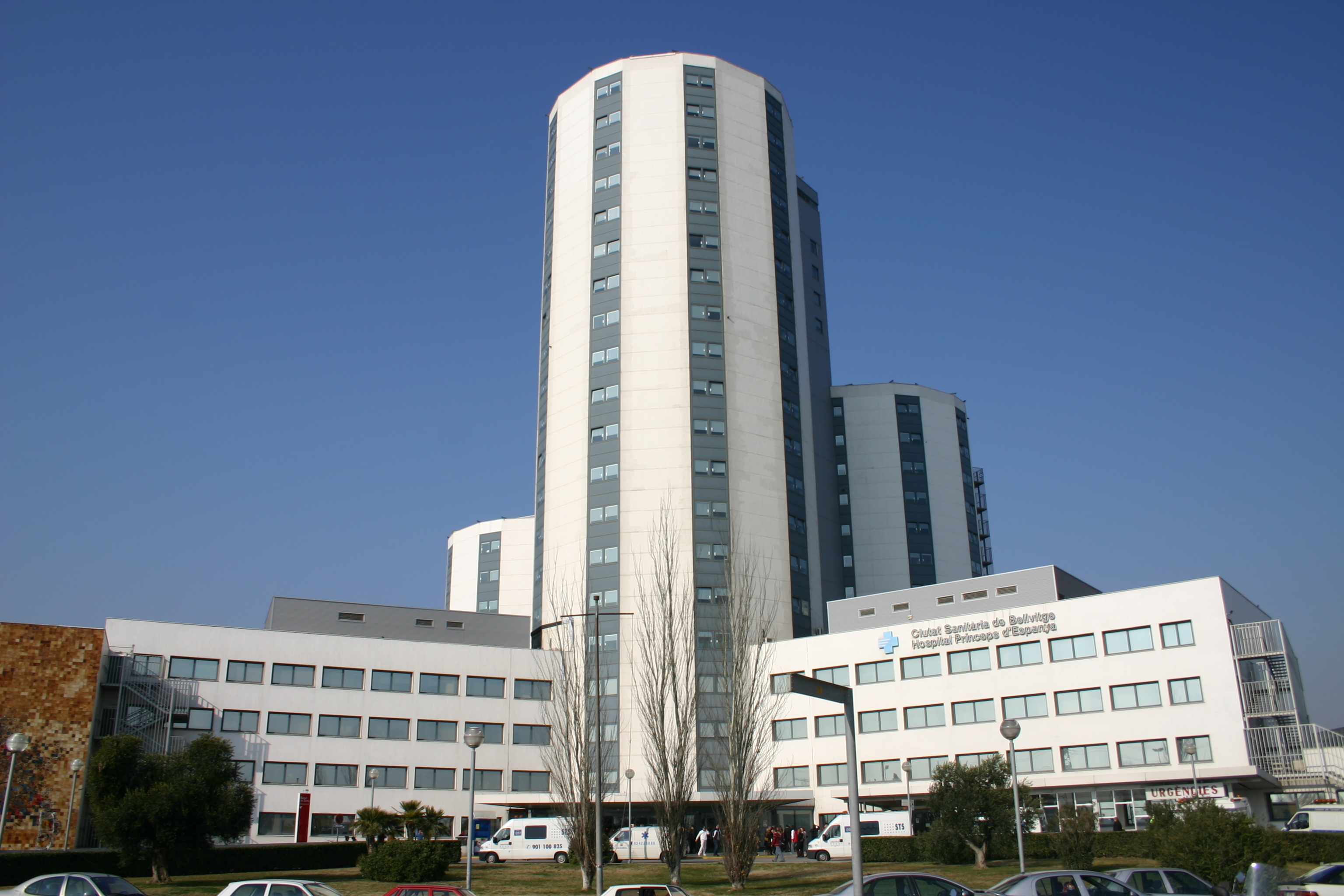
Hôpital de Bellvitge.
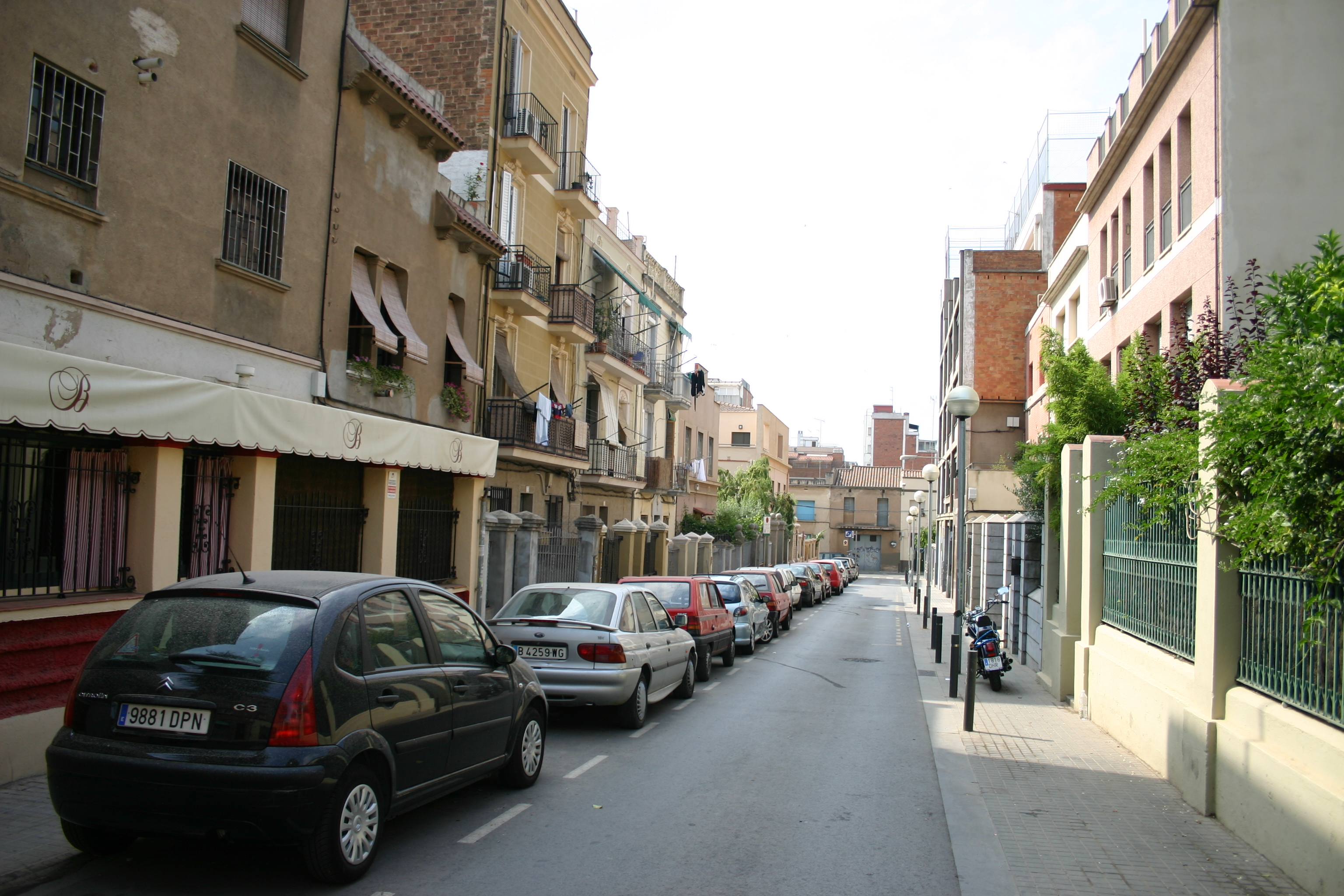
Rue Ter dans le quartier du Centre.
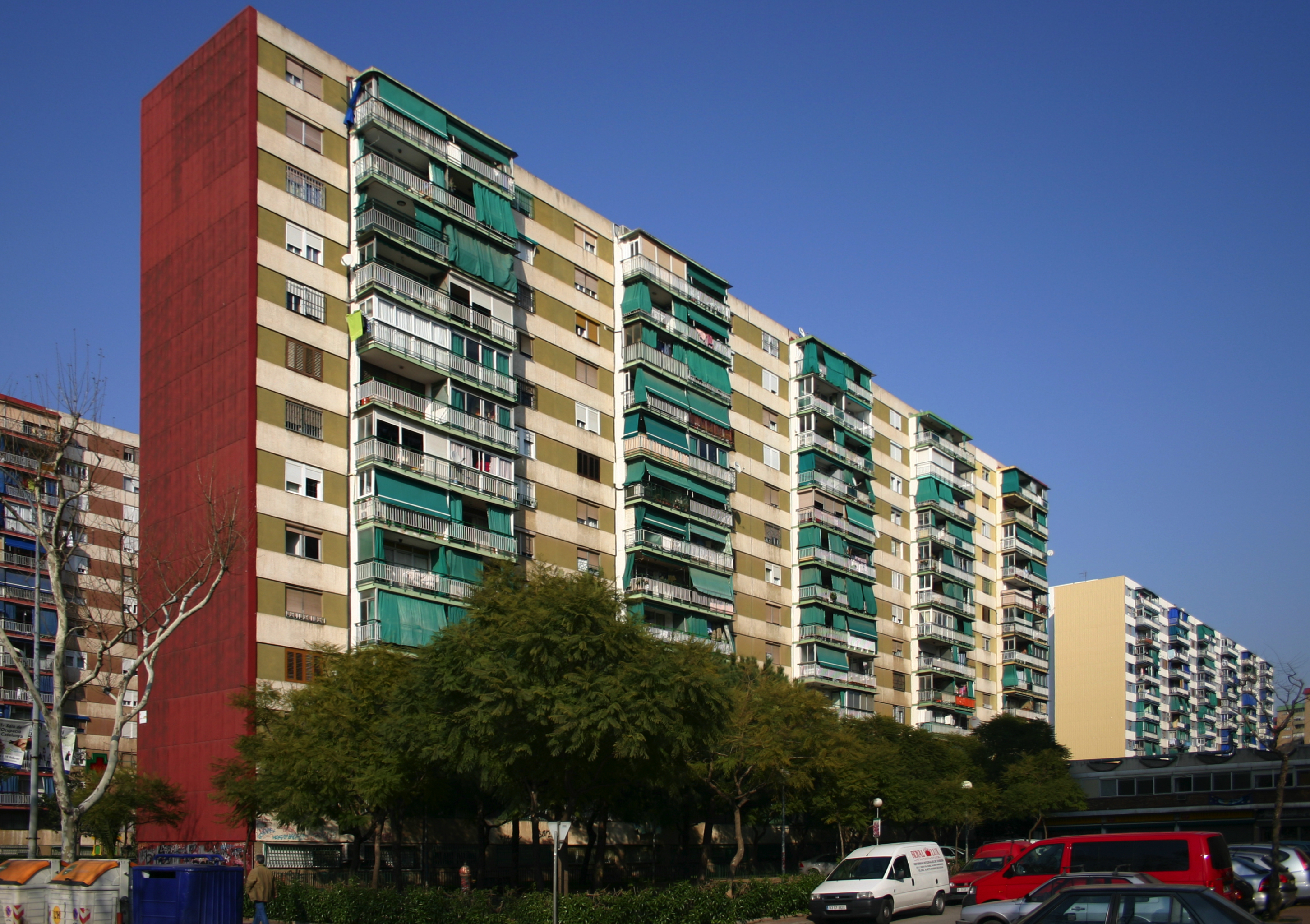
Quartier de Bellvitge.
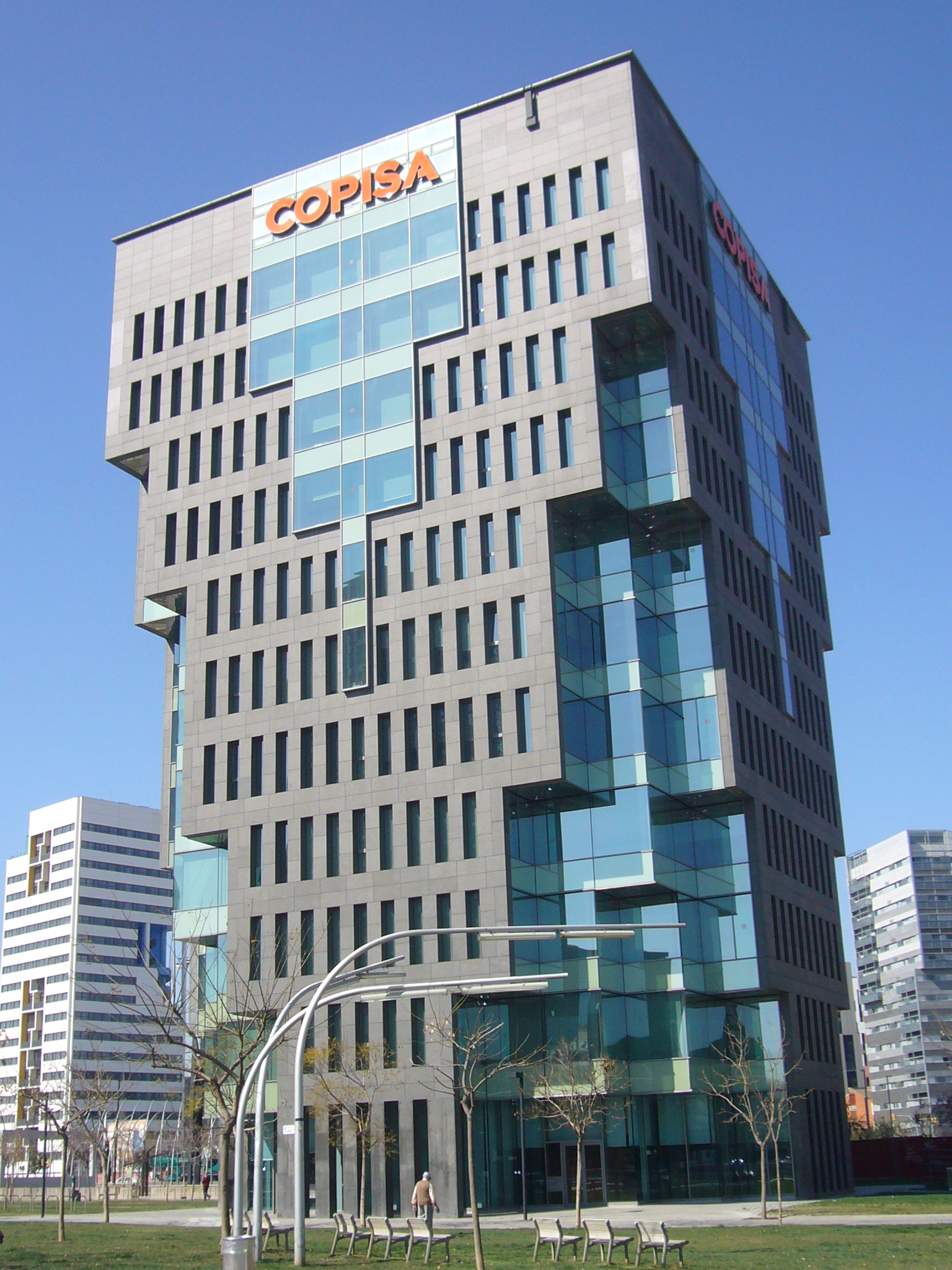
Tour Copisa, d'Òscar Tusquets, place de l'Europe, dans le quartier d'affaires de Granvia L'H.

## Économie
C'est dans cette commune qu'a été ouverte en 1976 l'usine de la société Juguetera Airgam S.À qui produisit les Airgam boys, figurines concurrentes des fameux playmobil allemands. Si la production s'arrête début des années 2000, le bâtiment est, quant à lui, toujours visible, avec le logo de la marque sur sa façade. Il est situé carrer del Mig, i al 157.
La Foire de Barcelone se déroule dans le quartier de Granvia L'H.

## Transports
L'Hospitalet de Llobregat est connectée au réseau du métro de Barcelone par la ligne 1 depuis 1987, la ligne 5 depuis 1969, la ligne 8 depuis 2001, la ligne 9 depuis 2016 et la ligne 10 depuis 2018.

## Sports
- Football: le CE L'Hospitalet, fondé en 1957, évolue en Tercera División (D4).
- Basket-ball: le CB L'Hospitalet, fondé en 1929, évolue en LEB Plata (D3).
- Rugby: le RC L'Hospitalet, fondé en 1973, évolue en División de Honor B (D2).
- Football américain: les Pioners de L'Hospitalet, fondé en 1988, évolue en LNFA Spanish Bowl (D1).
- Futsal: AE Bellsport.
- Athlétisme: L'Hospitalet Atletismo.

## Personnalités liées à la ville

### Personnalités nées à L'Hospitalet
- Pepita Laguarda Batet (1919-1936), infirmière, première milicienne morte au front durant la guerre d'Espagne ;
- Francesc Sabaté Llopart (1915-1960), militant anarchiste ;
- Domingo Pastor i Petit (1927-2014), historien, essayiste ;
- Núria Espert (1935-), actrice ;
- Dolors Marín Silvestre (1957-), historienne, universitaire ;
- Ferran Adrià (1962-), chef cuisinier au restaurant El Bulli ;
- Jordi Mollà (1968-), acteur ;
- Robert Moreno (1977-), entraîneur de football ;
- Víctor Valdés (1982), footballeur du FC Barcelone ;
- Jordi Alba (1989-), footballeur du FC Barcelone ;
- Adama Traoré (1996-), footballeur du FC Barcelone ;
- Morad (1999-), rappeur.

### Personnalités vivant à L'Hospitalet
- Carles Gabarró (1956-), artiste peintre.

### Personnalités décédées à L'Hospitalet
- Joaquim Amat-Piniella (1913-1974), écrivain, déporté au camp de Mauthausen pendant la Seconde Guerre mondiale, auteur de K. L. Reich;
- César Rueda (1924-1991), footballeur et entraîneur

## Lieux et monuments
- Le cimetière de Sants;
- La tour Copisa de l'architecte Òscar Tusquets.

## Jumelage
L'Hospitalet est jumelée avec 6 villes :
- Bezons (France) ;
- La Havane (Cuba) ;
- Managua (Nicaragua) ;
- Tuzla (Bosnie-Herzégovine) ;
- Caracas (Venezuela) ;
- Santa Cruz de la Sierra (Bolivie) ;